# 雪崩予防柵

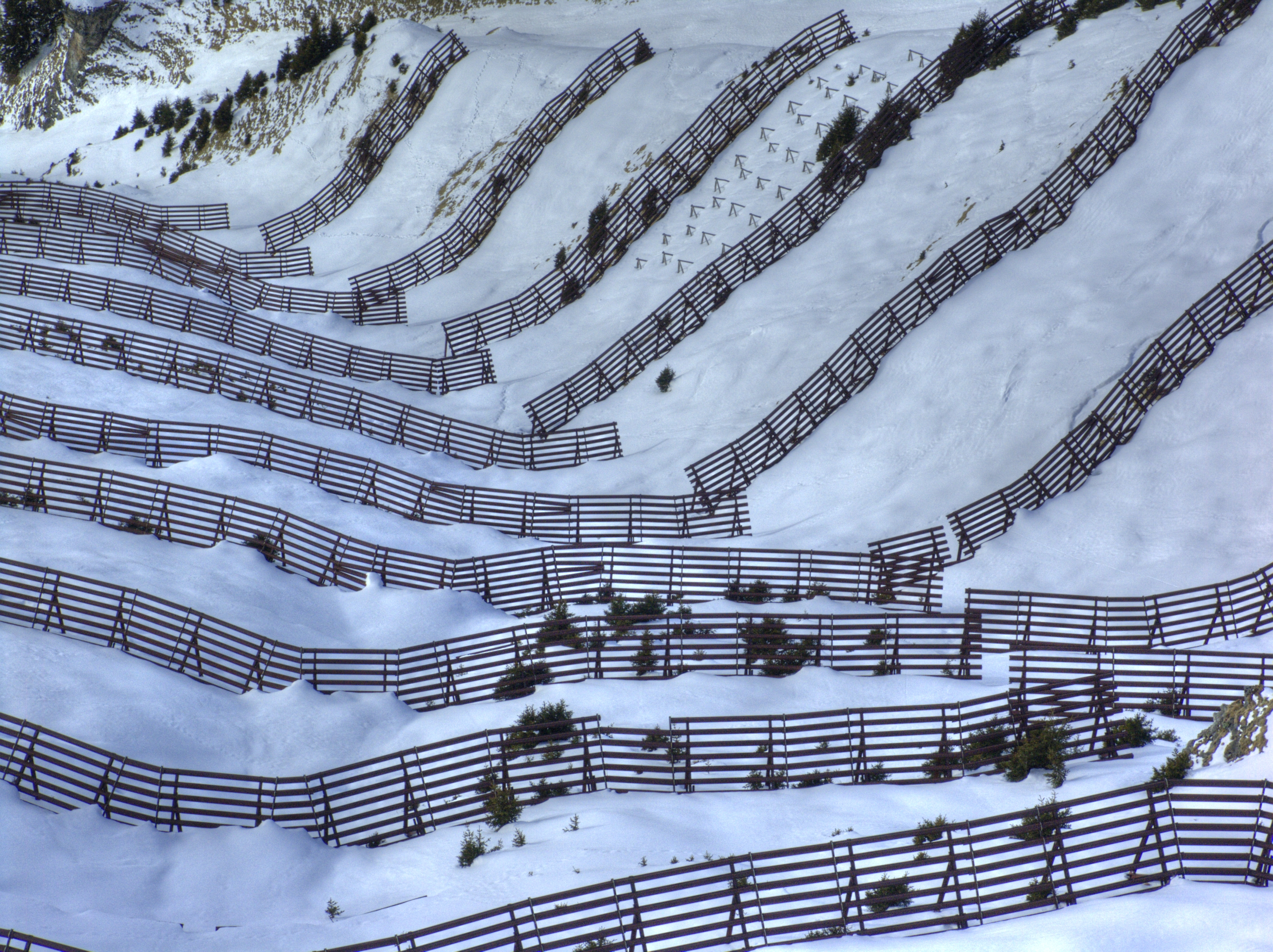
スイスにある雪崩予防柵（固定柵式）

雪崩予防柵（なだれよぼうさく）とは雪崩の発生する斜面に設置し、雪崩を未然に防ぐための柵である。

## 目的
斜面上の堆雪は、個々の雪粒や層の間で生じるクリープと、雪と地面の境界面で生じるグライド（滑動）の2つの運動が生じる。雪崩予防柵はこれらの運動を阻止して、雪崩を未然に防ぐために設置される。表層雪崩と全層雪崩の両方に対処できる。
他の雪崩対策と適切に組み合わせることで機能が発揮する場合や、経済的に有利になることが考えられる。例えば、雪庇の欠落によって雪崩が誘発される場合は雪庇予防柵と組み合わせる必要があり、また全層雪崩を想定した雪崩予防柵でも階段工・防雪林・雪崩予防杭を併用して表層雪崩を減勢させる必要なことがある。

## 構造
雪崩予防柵は吊柵式と固定柵式の2種類に大別される。
固定柵式は柵本体を基礎に直接固定する。雪を受ける壁材（支持面）と主柱・支柱により柵が形成される。壁材が横方向（水平）のものを「スノーブリッジ型」、縦方向のものを「スノーレーキ型」と呼ぶ。なお、スノーレーキ型はスノーブリッジ型と比べて梁材が必要となる。使用材料は鋼材が一般的に用いられ、主柱・支柱にはH形鋼・軽量形鋼・構造用鋼管・角鋼管などが用いられる。壁材（支持面）にはプランクシート・トレンチシートに代表される広幅の鋼材か、溝形鋼・H型鋼・角鋼管などの条鋼が用いられることが多い。基礎はコンクリートの基礎を現地で打設することが多いが、コンクリート打設が困難であるが土のせん断抵抗が期待できる場合は根かせ式で施工されることもある。
吊柵式は斜面上方に固定されたアンカー部から斜面に沿ってロープを吊り下げ、そのロープに柵本体を固定する。急勾配の斜面や土質条件が悪い場合など固定柵式では施工が困難な条件でも適用でき、吊ロープのアンカー基礎工事のみと固定柵式より施工が簡単である。ただし、毎年の降雪前に柵の配置や傾きを調整しなければならず、メンテナンスのコストが大きい。積雪支持面が柵型（形鋼・鋼管）のものと網型（金網・エキスパンドメタル）とがある。

## 配置
固定柵式と吊柵式とでは設置条件の考え方は同じと考えてよい。
最上段に設置される雪崩予防柵の高さは、雪崩が襲い掛かる領域をカバーできるものにしなければならない。なお、同じく雪崩による被害を予防するための雪崩防護柵とは柵高の設計法は異なり、予防柵では設計積雪深から決定されるが、防護柵では設計積雪深に加え雪崩層厚もパラメータとなる違いがある。最下段の雪崩予防柵は斜面勾配が30度以下になる所に来るようにする。
雪崩予防柵の配置とその特徴は以下の通りである。
| 配置方法 | 地形に対する適合性 | 辺縁効果   | 単位長あたり雪圧 | 設置延長 | 小規模の雪崩の漏れ出し | 被害の波及       |
| -------- | ------------------ | ---------- | ---------------- | -------- | ---------------------- | ---------------- |
| 連続     | 不良               | 両端部のみ | 最小             | 最長     | なし                   | 波及する         |
| 断続     | 良                 | 個々に働く | 中               | 短       | 漏れ出すこともある     | 単体のみに留まる |
| 千鳥     | 最良               | 個々に働く | 大               | 長       | ほとんどない           | 単体のみに留まる |

これらを組み合わせた配置も行われることがある。配置方法はそれぞれ一長一短であるため、地形条件・雪質・経済性などを考慮して検討を進めなければならない。一般的に、自然斜面には千鳥配置、人工法面には連続配置が用いられる。
雪崩予防柵を配置する上で最も注意しなければならないのは、柵を等高線と平行になるように設置することである。自然斜面では地表の凹凸により一直線に揃えることは不可能で、無理に一直線に揃えた場合は柵に作用する荷重が斜めから作用し、柵そのものが倒壊するおそれがある。

### 柵間隔
雪崩予防柵の列間隔は一般に下式より求められる。なお、この式で得られる値は許容最大列間隔と考えてよく、人工法面などに設置する場合は小段を利用して設置することが望ましいのでこの値以下の間隔で設置されることになる。スイスで考えられた式をそのまま導入したため、雪質がほぼ同じの北海道では問題なく導入できても、本州の特に多雪湿雪の地域ではそのまま用いることは適さないという批判もある。
{\displaystyle L=f_{L}\cdot H}
{\displaystyle f_{L}={\frac {2tan\psi }{tan\psi -tan\varphi }}}
{\displaystyle L}：列間斜距離、{\displaystyle H}：積雪深、{\displaystyle \psi }：斜面角度、{\displaystyle f_{L}}：距離係数、{\displaystyle \varphi }：雪と地面の摩擦角（{\displaystyle 0.5\leqq tan\varphi \leqq 0.6}）
水平間隔は想定されるのが表層雪崩と全層雪崩とで異なり、表層雪崩で2 m、全層雪崩で6 m（いずれも斜面角度が40度程度）と異なる。

## 設計
雪崩予防柵の設計は以下の順番に行われる。
1. 高さの決定
2. 柵面の傾きの決定
3. 格点の条件の決定
4. 荷重の算定
5. 壁材（支持面）の設計
6. 支柱の角度と取り付け位置の決定
7. 主柱の設計
8. 支柱の設計
9. 基礎の設計

## 施工
固定柵の一般的な施工の流れは、コンクリート基礎を設置した後、柵の組立・設置を行う。
吊柵の一般的な施工の流れは、アンカーを打ち込んだ後、アンカーと組み立てた柵をワイヤーロープで連結して設置する。アンカーの施工方法は岩盤用の樹脂アンカーと土中用のパイプアンカーによる施工方法がある。
いずれの構造もトラッククレーンを用いた施工が多い。

## 沿革
雪崩予防柵は日本でも最も古くから用いられた雪崩防護施設である。スイスでは雪崩対策の分野では最も重要な施設と認識され、1955年には雪崩予防柵の仕様書を発行している。
新潟県南魚沼郡湯沢町の国道17号の例では、1960年代から1970年代にかけて雪崩予防柵の設置が始まり、その柵高が1980年代から1990年代中頃にかけて大きくなっている。理由として、仕様書類で想定された雪圧が改訂されるにつれて大きめに見積もられるようになったからと考えられる。その結果、施工技術の進歩を相まって従い基礎の大型化を招き、山の自然破壊が懸念される。